# 汉川站 (湖北省)
汉川站，位於中華人民共和國湖北省孝感市汉川市马口镇，是沪蓉铁路汉宜铁路段上的高铁站，於2012年7月1日啟用營运，中国铁路武汉局集团汉口车站管轄。

## 歷史
- 2012年1月6日，吴家山站至本站的联络线开通[4]。
- 2012年7月1日通車啟用。[5][6]

## 外部連結
- 中国铁路客户服务中心 （页面存档备份，存于）